# Liste des gares de la wilaya de Souk Ahras
La liste des gares de la wilaya de Souk Ahras, est une liste des gares ferroviaires situées dans la wilaya de Souk Ahras, en Algérie.

## Gares ferroviaires dans la wilaya
La wilaya de Souk Ahras compte dix-neuf gares. Elles sont exploitées par la Société nationale des transports ferroviaires (SNTF).
| Gare                                                 | Commune      | Lignes                                                   |
| ---------------------------------------------------- | ------------ | -------------------------------------------------------- |
| Gare de Aïn Affra                                    | Mechroha     | Annaba - Djebel Onk                                      |
| Gare de Aïn Seynour                                  | Mechroha     | Annaba - Djebel Onk                                      |
| Gare de Dréa                                         | Dréa         | Annaba - Djebel Onk                                      |
| Gare d'El Hamri                                      | Tiffech      | Annaba - Djebel Onk                                      |
| Gare de Khedara                                      | Khedara      | Souk Ahras à la frontière tunisienne                     |
| Gare des Tuileries                                   | Hanancha     | Annaba - Djebel Onk                                      |
| Gare de M'daourouch                                  | M'daourouch  | Annaba - Djebel Onk                                      |
| Gare de Mechroha                                     | Mechroha     | Annaba - Djebel Onk                                      |
| Gare de Oued Chouk                                   | Zaarouria    | Annaba - Djebel Onk                                      |
| Gare de Oued Damous                                  | Oued Keberit | Annaba - Djebel Onk                                      |
| Gare de Oued Keberit                                 | Oued Keberit | Annaba - Djebel Onk                                      |
| Gare de Oued Mougras                                 | Aïn Zana     | Souk Ahras à la frontière tunisienne                     |
| Gare d'Ouled Dhia                                    | Aïn Zana     | Souk Ahras à la frontière tunisienne                     |
| Gare de la Résidence universitaire Medaguine Mohamed | Souk Ahras   | Annaba - Djebel Onk                                      |
| Gare de Sidi Bader                                   | Ouillen      | Souk Ahras à la frontière tunisienne                     |
| Gare de Sidi El Hemissi                              | Ouled Moumen | Souk Ahras à la frontière tunisienne                     |
| Gare de Souk Ahras                                   | Souk Ahras   | Annaba - Djebel Onk Souk Ahras à la frontière tunisienne |
| Gare de Takouka                                      | Ouillen      | Souk Ahras à la frontière tunisienne                     |
| Gare de Tarja                                        | Souk Ahras   | Souk Ahras à la frontière tunisienne                     |

| \| Aïn Affra Aïn Seynour Dréa El Hamri Khedara RU Medaguine Mohamed M'daourouch Mechroha Oued Chouk Oued Damous Oued Keberit Oued Mougras Ouled Dhia Tuileries Sidi Bader Sidi El · Hemissi Souk Ahras Takouka Tarja \| Localisation des gares de la wilaya de Souk Ahras |
| Aïn Affra Aïn Seynour Dréa El Hamri Khedara RU Medaguine Mohamed M'daourouch Mechroha Oued Chouk Oued Damous Oued Keberit Oued Mougras Ouled Dhia Tuileries Sidi Bader Sidi El · Hemissi Souk Ahras Takouka Tarja                                                         |

## Lignes ferroviaires dans la wilaya
La wilaya est traversée par deux lignes : 
- la ligne d'Annaba à Djebel Onk ;
- la ligne de Souk Ahras à la frontière tunisienne.